# Санджей и Крейг
«Санджей и Крейг» — американский мультсериал канала «Nickelodeon». Вышел в эфир 25 мая 2013 года в США. Производство сериала началось в конце 2010 года. 12 сентября 2013 года мультсериал продлили на второй сезон, а 11 июля 2014 года на третий. 10 июня 2016 года Крис Хардвик подтвердил в Твиттере, что сериал закончил производство. 29 июля 2016 года была показана финальная получасовая серия мультсериала «Даёшь Болливуд!».

## Персонажи
- Санджей Патэл (англ. Sanjay Patel) — главный герой серии, 12-летний американский подросток индийского происхождения. Друг Меган и Гектора, лучший друг Крейга. Влюблен в Белль. Хочет подружиться с Диксонами, потому что считает их крутыми.
- Крейг Слизерс (англ. Craig Slithers) — зелёно-пятнистый говорящий удав, друг Санджея, с актёрскими способностями. Вырос в зоомагазине. В одной из серий выясняется что у него есть брат, который ненавидит змей (хотя он сам змея).
- Виджей Патэл (англ. Vijay Patel) — отец Санджея, хозяин магазинчика. В серии «Празднобот» вспоминает, что в студенческие годы был королём вечеринок. Изобретатель-любитель, создал Празднобота.
- Дарлин Патэл (англ. Darlene Patel) — мать Санджея. Работает медсестрой. В серии «Доктор Бредд
- Яд» выясняется,  она рассказывает Санджею истории об операциях со своим участием. Боится темноты,как  но после того, в и «Во тьме» как Санджей показал ей то, что темнота «крутая» перестала бояться.
- Гектор Фланэген (англ. Hector Flanagan) — одноглазый мальчик, лучший друг Санджея, Крейга и Меган. В серии «Не тошнотики» выясняется что у него есть пёс Щекастик, у которого очень и очень большие щёки.
- Белль Перчик (англ. Belle Perchik) — дочь Пенни Перчик. Работает (как и отец) в Жаропарке. Старше влюблённого в неё Санджея на несколько лет. Ненавидит Тайсона.
- Меган Спарклс (англ. Megan Sparkles) — девочка и лучшая подруга Санджея, Крейга и Гектора. В серии «Выпускайте Крейгана» узнаётся, что она участвует в конкурсах красоты. В одной из серий выясняется, что когда-то путешествовала по Сибири.
- Диксоны (англ. The Dicksons) — знаменитая панк-группа. Соседи Санджея. Они в основном равнодушны к Санджею и Крейгу.

## Озвучивание
- Молик Панчоли — Санджей Пател
- Крис Хардвик — Крейг
- Грэй Гриффин — Дарлин Пател
- Мэтт Джонс — Гектор Фланаган
- Линда Карделлини — Меган Спарклс
- Нолан Норт — Чикен Чак
- Крис Делия (в титрах Ремингтон Таффлипс) — Ремингтон Таффлипс
- Ника Футтерман — Белль Перчик
- Тони Хейл — мистер Лесли Нудман
- Кунал Найяр — Виджей Пател
- Джон Ди Маджио — Пенни Перчик
- Дэвид Хорнсби — Тайсон
- Таня Гунади — Сэм
- Джон Легуизамо — Карлос Бандана
- Пол Рубенс — Бенджи Уорли
- Джанет Вэрни — Бернис
- Майкл-Леон Вули — Плавный Билл
- Энтони Бурден — Энтони Гурманд
- Snoop Dogg — Стрит Догг
- Дольф Лундгрен — играет самого себя

## Эпизоды

### 1 сезон (2013-2014)
| Название                                                | Сюжет |  |
| ------------------------------------------------------- | --- |  |
| Brett Venom MD (Доктор Бредд Яд) 1 серия 1а             | Санджей и Крейг хотят увидеть, как работают «Задологи» — врачи, пересаживающие ягодицы. Они становятся свидетелями пересадки ягодиц мистеру Нудману. |  |
| Laugh Quake (Смехобитва) 1 серия 1b                     | Санджей и Крейг пытаются научиться смеяться. Но их смех отвратителен, как считает Меган. Но это всё оказывается не так. |  |
| Maximum Dennis (Максимальный Деннис) 2 серия 2а         | Санджей очень хочет пойти на свидание с Белль, и находит себе соперника в лице Тайсона. Но Крейг находит решение — маскировка под Максимального Денниса. Вскоре оказывается, что и сам Максимальный Деннис не такой, каким они его видели на обложки журнала.                                           |  |
| Dog Wave (Собачий потоп) 2 серия 2b                     | Санджей хочет завести собаку, и выбирает Барфи, чем очень разозлен мистер Нудман. В конце, когда Нудман празднует победу на конкурсе, собаки ломают его мечту. |  |
| Heightmare (Страх высоты) 3 серия 3а                    | Санджей и Крейг мечтают посетить самую крутую американскую горку на карнавале. Но им настолько страшно, что никто из друзей не может это признать. |  |
| Be Like Tufflips (Быть как Таффлипс) 3 серия 3b         | Санджей и Крейг получают набор Таффлипса. Это приводит к весьма комичной ситуации. |  |
| Stinkboy (Вонючка) 4 серия 4а                           | Санджей начинает вонять, после неприятного случая, уходит от своих друзей и родителей жить в канализацию. |  |
| Wolfie (Волчонок) 4 серия 4b                            | Под впечатлением от фильма Таффлипса, Гектор начинает подражать волкам. Потом выясняется, что вожак волчьей стаи — сам Таффлипс. |  |
| Traffical Island (Необъежаемый остров) 5 серия 5а       | Санджей показывает своим друзьям одно из своих любимых мест — свой тайный остров. Когда ребята хотят вернуться домой, то оказывается, что недалеко проходит автострада, через которую им не пройти. Однако дождь и потоп, вызванный им помогает ребятам вернуться домой.                                |  |
| Partybot (Празднобот) 5 серия 5b                        | Санджей и Крейг попадают на вечеринку к Диксонам с помощью Празднобота, созданного отцом Санджея много лет назад. |  |
| The Giving G (Надувной подарок) 6 серия 6а              | Друзья находят на свалке надувную гориллу — Большую Го, но не могут поделить её с Диксонами. |  |
| Release the Craigan (Выпускайте Крэйгана) 6 серия 6b    | Меган хочет участвовать в конкурсе красоты, но т.к их два, она просит помочь в этом Крейга. Однако, вскоре слава королевы красоты вскруживает голову Крейга настолько, что он участвует в городском параде вместо Меган.                                                                                |  |
| Muscle C.O.P.S (Мускулистые К. О. П. Ы.) 7 серия 7a     | Санджей впечатлен ляжками полицейского, которого они встретили в парке. Чтобы стать таким же, они с Крейгом начинают заниматься спортом, и в конце концов становятся членам секретного отдела полиции.                                                                                                  |  |
| Cold Hard Cash (Замороженные активы) 7 серия 7b         | Катаясь с горки Санджей находит подо льдом целое сокровище — 100 долларов. Однако, за ними ведет охоту Малыш Ричард Диксон. Санджею предстоит нелегкий выбор — деньги, или дружба. |  |
| Unbarfable (Не тошнотики) 8 серия 8а                    | Санджей и Крейг не могут есть такосы с языком, но Гектор спокойно их съедает. Выясняется, что ни Гектора, ни его семью не тошнило ни разу в жизни. Друзья заключают пари, и им это не удается. Только когда Гектор видит свои ягодицы, происходит рвотный рефлекс.                                      |  |
| Game On (Игра начинается) 8 серия 8b                    | Пенни выбрасывает любимую игру Санджея — карате Таффлипса. Друзья идут в зал старых игровых автоматов, ради осуществления своей мечты. |  |
| Laked Nake (На озере голышом) 9 серия 9а                | Санджей и компания идут на озеро. Он пытается покорить Белль, но Тайсон крадет плавки Санджея. Крейг придумывает план мести… |  |
| Doom Baby (Роковой ребёнок) 9 серия 9b                  | Друзей просят присмотреть за малышом Диксоном. Это выливается в огромную проблему, включая мистера Нудмана… |  |
| Blackout (Во тьме) 10 серия 10а                         | В городе отключается свет. Санджею и Крейгу нужно доставить аккумулятор в свой дом, потому что Дарлин боится темноты (но с помощью сына её испуг проходит). Вскоре за ними гонится весь город. |  |
| Family Re-Noodman (Все Нудманы в сборе) 10 серия 10b    | К мистеру Нудману приезжают родственники и к этому событию «Жаропарк» привозит большой заказ. Санджей и Крейг проникают к Нудману, чтобы попробовать эти крылышки под видом его родственников. |  |
| Fart Baby (Рождение Пука) 11 серия 11а                  | Санджей переел крылышек и пукнул в Жаропарке. Поспорив с Крейгом, он решает сотворить самый громкий пук. Но из-за перенапряжения, газы вовремя не выходят наружу. Но вскоре, мечта Санджея осуществляется.                                                                                              |  |
| Kung-Fu Catapult (Кунг-фу катапульта) 11 серия 11b      | Друзья играют с Меган в «Охотника и Дичь». И чтобы обыграть её, решают взять у Таффлипса его катапульту из фильма. |  |
| Trouble Dare (Тройной вызов) 12 серия 12а               | Крейг по случайности разбивает муравьиную ферму Санджея, из-за чего семья вынуждена искать ночлег. Они находят его у Таффлипса, но трейлер занят Диксонами. Таффлипс утраивает семейную игру за получения главного приза — кровати!                                                                     |  |
| Road Pizza (Дорожная пицца) 12 серия 12b                | Крейг видит на асфальте пиццу, и боясь сказать Санджею что он любит не только крылышки, ведь друг будет над ним смеяться. После изысканного лакомства, дух короля Пиццы приказывает Крейгу уничтожить Жаропарк.                                                                                         |  |
| Cup O’Universe (Вселенная в стакане) 13 серия 13a       | Крейг потерял свой молочный коктейль две недели назад. Когда Санджей находит его, то у них возникает вопрос — «Что, если и наша вселенная, тоже в стакане?». Они решают это проверить при помощи Гектора и Меган.                                                                                       |  |
| You’re In Trouble (У тебя проблемы) 13 серия 13b        | Перед поездкой в лагерь Таффлипса, Санджей описался в постель. Чтобы скрыть этот постыдный факт, они с Крейгом решают не пить целый день. Но и сам Таффлипс тоже писает в постель, как выясняется в конце.                                                                                              |  |
| Booger Jonson (Козявка Джонсон) 14 серия 14а            | Меган уезжает на конкурс красоты и оставляет Санджею своего песчанку по имени Козявка Джонсон. Крейг не может сдержаться при виде тушканчика как закуски, но потом преодолевает это желание. |  |
| Dreamrangers (Герои снов) 14 серия 14b                  | Санджей и Крейг едут по улице и встречают Таффлипса. Он сообщает что Белль пропала и друзья идут её спасать от Нудмана, но выясняется, что это сон. Однако, вскоре Белль пропадает по-настоящему. |  |
| The Day Of Snake (День змеи) 15 серия 15а               | Крейг устраивает засаду лучшего друга и веселится вместе с Санджеем. Выясняется, что у змеи есть личная крутая жизнь. Но на самом деле, Крейг лжёт Санджею. |  |
| Bricker Beast (Колючий монстр) 15 серия 15b             | Родители пугают детей страшилкой о колючем монстре, дабы те, не портили их пикник. Но Санджей с друзьями хотят наказать родителей их же оружием. |  |
| Kerplunk’d (Прикольщики) 16 серия 16а                   | Санджей и Крейг пытаются обойти короля приколов, создавая своё шоу. |  |
| Old Farts (Старые пуканы) 16 серия 16b                  | Санджей и Крейг решают попробовать бесплатные крылышки «Торрерос» и идут в Жаропарк, очаровывая Белль. Но выясняется, что бесплатные крылья полагаются только для престарелых. Санджей неверное прочел слово. Ради своей мечты, они с Крейгом решают состариться. Вот только друзья сами не рады этому… |  |
| Flip Flopas (Перевёртыши) 17 серия 17а                  | Гектор принёс странные конфеты под названием «Перевертыши». Съев их, Санджей, Крейг, Гектор и Меган начинают есть все несъедобное, но все, что они любили, включая куриные крылышки Пенни, становится для них отвратительным.                                                                           |  |
| Chill Bill (Плавный Билл) 17 серия 17b                  | Читая рэп на свалке, Санджей и Крейг проваливаются под землю. Там они находят провалившийся супермаркет и Плавного Билла, упавшего вместо с магазином. Билл делает Крейга весьма плавным, и Санджей раздосадован этим фактом.                                                                           |  |
| Susan Loogie (Сьюзан Слюни) 18 серия 18a                | Меган обижена на Санджея. Тот не пошёл с ней на конкурс танцев. И она превращается в «Сьюзан Слюни», чтобы затащить Санджея на танцы. |  |
| Curb Dawgz (Скейт-банда) 18 серия 18b                   | Санджей и Крейг сталкиваются с бандой скейтеров. Доказывая, что они не дети, друзья становятся крутым скейтером по имени «Санкрейг». |  |
| A Tail of Two Slithers (История двух Ползунов) 19 серия | Крейг находит его старший брат — оранжевый змей Ронни Ползун, ставший миллионером. Он забирает Крейга и обманом заставляет Санджея верить в то, что он больше не нужен Крейгу. В конце Санджей и Крейг воссоединяются, а Ронни возвращается в зоомагазин.                                               |  |
| Boatin' Down the River (Сплав по речке) 20 серия 20а    | Санджей с друзьями находят бутылку, и решают написать письмо, отправив его по реке. В результате чего им приходит ответ с просьбой о спасении и друзья отправляются на остров в форме зада. |  |
| Pretty in Punk (Прелесть панка) 20 серия 20b            | Санджей и Крейг случайно разрушают комбик Диксонов из — за чего те ссорятся с ними. Познакомив Диксонов с шоуменом Джонни Фунтом Санджей и не предполагает, что «Черепа» станут поп — группой ради «Триллиардов». Выясняется, что Диксонам нужны были усилители и комбики, а не деньги.                 |  |

### 2 сезон (2014-2015)
| Название                                                       | Сюжет |
| -------------------------------------------------------------- | --- |
| Hot Sauce Boss (Король острого соуса) 1 серия 1а               | Пенни становится свидетелем, как Чикен Чак использует свой соус, поедая его новое блюдо — «Туалетные крылья». Он выгоняет Чака. По совету Крейга ребята открывают собственный бизнес — крылышки под пикантным соусом. И у них успешно получается помирить двух старых друзей. |
| Ghost Pool (Бассейн призраков) 1 серия 1b                      | Во время просмотра фильма о бассейне с призраками, у Санджея возникает идея, посетить точно такой же бассейн в лесу, дабы Белль не считала их с Крейгом детьми. И это прекрасно получается у обоих. |
| Shirts Off (Майки долой) 2 серия 2а                            | Санджей решает никогда больше не носить футболку. Вместе с Крейгом они присоединяются к Всадникам свободы, но вскоре меняют своё мнение, когда отец Санджея вспоминает свою молодость и жажду свободы. |
| Middle Shame (Стыдоимя) 2 серия 2b                             | Катаясь на скейтах Санджей и Крейг разбивают стекло в полицейской машине. Из-за отказа Санджея назвать своё второе имя, друзья попадают в тюрьму, откуда благополучно выбираются. Из-за второго «смешного» имени Санджея вселенная схлапывается и все возвращается на круги своя. |
| Dolled Up (Приукрашенные) 3 серия 3а                           | Крейг находит косметичку мамы Санджея, и уговаривает своего друга воспользоваться ей. Случайно пролив лак на ковер, и образовав дыру, Санджей вызывает мужа на час, которым оказывается Чикен Чак. Весь процесс тесно переплетается с Малышом Ричардом. |
| Space Race (Космическая гонка) 3 серия 3b                      | Крейг собирает насос, и опрыскивает отца Санджея молоком. Отец Санджея думает, что эту машину построил Санджей, и предлагает ему собрать настоящую космическую ракету, на что Крейг очень обижен. |
| Barfy’s Babies (Потомство Барфи) 4 серия 4а                    | У Барфи — собаки фермера Ларри — рождается потомство. Санджей и Крейг помогают фермеру раздать щенков. |
| Butts Up (Попой вверх) 4 серия 4b                              | Санджей и друзья играют в игру «Попой вверх». Надо успеть поймать мячик, который ударится о дверь гаража. Однако же он сталкивается с попа-мастером. Им оказывается…мистер Нудман. Также выясняется, что мама Санджея играя в «Попой вверх» проиграла Нудману свою кошку Маслёночку. |
| Scream Day (День крика) 5 серия 5а                             | Санджей и Крейг кричат целый день. Вот только в самый интересный момент у Крейга пропадает голос. Санджей должен во что бы то ни стало вернуть другу голос. |
| Enter Sandman (Баю-бай) 5 серия 5b                             | Диксоны приглашают Санджея и Крейга переночевать у них. Санджей считает это крутой новостью. Но вскоре они видят, что все не так круто, как казалось с самого начала. |
| Alien Craig (Крейго — планетянин) 6 серия 6а                   | Играя в пришельцев, Санджей забывает вынести мусор. Благодаря воображению, они представляют себя в виде космических путешественников. |
| Googas (Гугас) 6 серия 6b                                      | В продаже появляются новые игрушки «Гугас». Друзья хотят приобрести их, но все «Гугас» покупает коллекционер Бенджи Уорли. |
| Glory Hounds (Призовые скакуны) 7 серия 7а                     | Санджей и Крейг случайно ломают приз Меган, полученный за конкурс танцев. По вине друзей Меган выгоняют из клуба для победителей, и ребята делают все, чтобы помочь своей подруге |
| Glad to Be Sad (Грустная радость) 7 серия 7b                   | Санджей мечтал услышать живой концерт «Черепов» но увы, выступление не состоялось. Чтобы найти утешение, он слушает невероятно грустную песню, после чего у обоих на душе становится легче. Но вскоре Крейг испытывает злость и теряется в песне, а Санджей идет его спасать. |
| Tufflips' Tales of Terror (Пугающий трейлер Таффлипса) 8 серия | Данный 30-минутный Хэллоуинский эпизод состоит из пяти короткометражных серий (Eye Scream (Мороженые шары), Haus of Vings (Дом крылышек), Haunted Milk (Одержимое молоко), Hook’d (Крюк) и Poultrygeist (Призрак курицы)), организованные Ремингтоном Таффлипсом. |
| TuffCon (Тафф-Кон) 9 серия 9а                                  | Крейг случайно поцарапал DVD с фильмом Таффлипса, из — за чего ребята не могут увидеть концовку. Друзья идут на конвент Таффлипса где встречают Карлоса Бандану, оказывающегося настоящим злодеем. |
| Pet Parents (Ручные родители) 9 серия 9b                       | Дарлин запрещает Санджею использовать вилку, которая сделана из праха его прабабушки. Санджей и Крейг решают загипнотизировать родитилей, что приводит к катастрофе, которую впоследствии устраивают друзья и Малыш Ричард. |
| 2 Tuff 2 Watch (Слишком крутое кино) 10 серия 10а              | Санджей узнает, что в городе собираются снести приют для рептилий, и друзья организуют круглосуточный просмотр фильмов с Таффлипсом. У них получается спасти приют и они получают награду — просмотр всех фильмов Таффлипса, в компании самого Ремингтона Таффлипса. |
| Cuddle Buddy (Обнимашки) 10 серия 10b                          | Крейг видит по телевизору рекламу корма «Обнимашки» и лезет к Санджею за объятиями. Но тот против — ведь Крейг змея. Крейг решает получить приз в соревнованиях собачьих бегов и спешит на старт, чем вызывает обиду Санджея. В конце концов друзья мирятся прямо во время состязания. |
| Fartwerk (Пуконцерт) 11 серия 11а                              | Санджей спорит с Белль, что они с Крейгом запишут отличную песню для конкурсов диджеев, используя для этого пук. В этом им успешно помогает Нудман, параллельно обретая веру в себя и вспоминая свою первую любовь. |
| Ting (Штука) 11 серия 11b                                      | Чтобы заинтерисовать детей компостом, Виджей зарывает в него кухонный таймер. Найдя его, друзья пытаются выяснить что делает странная «Штука». В конце серии таймер оказывается космическим кораблем и улетает домой. |
| Fowl Work (Грязные делишки) 12 серия 12а                       | Пенни терпит убытки из-за того, что Белль не выспалась. Санджей и Крейг помогают ему, и параллельно получают приглашение от Белль. Оказывается что Белль работает без выходных, и по ночам превращает «Жаропарк» в настоящий ночной клуб. |
| Rash Thrash (Аллергия на друга) 12 серия 12b                   | Санджей спешит в «Жаропарк», но Пенни закрывает его на генеральную уборку. Крейг замечает у Санджея аллергию на себя и уходит от него. Вскоре выясняется, что аллергия Санджея случилась из-за того, что он всего один день не поел своих любимых крылышек. |
| Wild Buds (Одичавшие) 13 серия 13а                             | Санджей и Крейг решают стать «Выживальщиками» и пробуют себя в условиях дикой природы. |
| Depants Tag (Бесштанье) 13 серия 13b                           | Всем жителям города приходят таинственные письма в черных конвертах, приглашающих на игру в «Бесшатнные салки». Санджей решает создать команду, но Крейг против. Оказывается, что эту игру придумал Виджей, чтобы распродать ремни, полученные им вместо двух телевизоров по ошибке. |
| Chewhuahuans (Чихуахуа) 14 серия 14а                           | Друзья видят мастерство вождения Таффлипса, однако собираясь идти домой ребята попадают в беду — на них злятся собаки Чихуахуа. Позже выясняются, что собаки любят музыку и становятся милашками. |
| Space Invaders (Захват пространства) 14 серия 14b              | Санджей и Крейг решают перевоспитать Гектора, чтобы отучить его от вредных привычек. Но вскоре они понимают, как были неправы и пытаются вернуть старого друга. |
| D.I.N.K (С.И.С.Т) 15 серия 15а                                 | Виджей продает старый автомобиль Диксонам и покупает новую машину под названием «С.И.С.Т». Выясняется, что С.И.С.Т. раньше жил в Интернете, но был заперт в машине. Решив уничтожить сверхумный автомобиль, Санджей и Крейг вытаскивают чип памяти, но в конце выпускают С.И.С.Т в Интернет — туда, где он когда-то жил. |
| Dangerous Debbie (Опасная Дебби) 15 серия 15b                  | В суши-баре Крейг влюбляется в электрического угря, и решив, что хозяйка бара сделает суши из него, похищает рыбу и называет её «Опасная Дебби». Правда потом выясняется, что Шеф Мэй — хозяйка бара — не собиралась готовить Дебби, а купила ей новый аквариум, чтобы забрать домой. |
| Romper Chomper (Сломя голову) 16 серия 16а                     | Меган съезжает на велосипеде с горки, и выбивает передние зубы, которые хочет вернуть. Её зубы попадают к Малышу Диксону, который собрал уже много чужих зубов, дабы хорошо заработать на зубной фее. |
| Conquistador (Конкистадор) 16 серия 16b                        | В доме бабушки Уиззи, Санджей и Крейг находят статую Поко — певца группы «Конкистадор», которую так любит Дарлин. Они забирают статую домой, где оказывается, что Поко на самом деле живой, и просто хочет человеческого общения. |
| Street Dogg (Стрит Догг) 17 серия                              | Санджей и Крейг, читая рэп, случайно забрасывают фигурку Таффлипса в старый дом. Чтобы вернуть её, друзья забираются в дом. Вскоре выясняется, что дом купил их любимый музыкант — Стрит Догг, а также то, что ранее Стрит выступал вместе с Таффлипсом. В конце концов Стрит Догг и Таффлипс мирятся благодаря помощи друзей. |
| King of Kids (Король детей) 18 серия 18а                       | Санджей решает заинтересовать малышей и пукает в банку, однако детям интересно водится с Гектором из-за его глазной повязки… |
| Ew De Hector (Аромат Гектора) 18 серия 18b                     | Гектор потеет, и Крейг чует его аромат. Оказывается, что его пот пахнет — божественно. Ребята открывают бизнес по продаже пота Гектора как духов, и к ним присоединяется Таффлипс, который хочет им помочь в бизнесе. |
| Snake Parts Unknown (Вкус змеи) 19 серия 19а                   | Санджей и Крейг встречают телеведущего Энтони Гурманда, снимающего очередной выпуск передаче о лучшей еде в Ландгрене. Энтони решает, что Крейг — самый вкусный и пытается его съесть, но Санджей спасает друга и Энтони съедает сам себя. |
| Flabyrinth (Флабиринт) 19 серия 19b                            | Во время гаражной распродажи, Крейг находит кольцо силы в упаковки хлопьев Таффлипса и они с Санджеем стремятся исполнить мечту детства Дарлин — получить кубок Флабиринта. |
| Serpentco (Детективы) 20 серия 20а                             | Нудману приходят посылки с пиратскими DVD Таффлипса, которые заказал Гектор. Таффлипс взбешен, когда видит подделку, и начинает собственное расследование, подключая к нему друзей. След приводит Санджея и Крейга на завод пиратских дисков. Преступником оказывается… сам Ремингтон Таффлипс. Все из-за того, что кинокомпания зарабатывает миллионы на его имени, а он сам почти не получает денег, и зарабатывает, изготавливая нелегальные копии собственных фильмов. |
| Chrome Dome (Лысая башка) 20 серия 20b                         | Пенни терпит убытки из-за постоянно кричащего билборда, который рекламирует адвоката Уилла Уиллбора. Пенни решает снести кричащую голову, чем расстраивает Уиллбора, Крейга и Санджея. Выясняется, что Уилл Уиллбор на самом деле обладает тихим и спокойным голосом, а постоянно орет, чтобы люди знали, кто он такой и не смеялись над ним и его огромной головой. |

### 3 сезон (2015-2016)
| Название                                                                               | Сюжет |
| -------------------------------------------------------------------------------------- | --- |
| And Justice For Durdle (Черничное правосудие) 1 серия 1а                               | Нудман хочет конфисковать ферму Ларри из-за производства черничного шмузи, который делается собаками. |
| Beauty and the Beard (Красавица и борода) 1 серия 1b                                   | Белль и Пенни Перчик ночуют у дома Санджея, так как их дом затопило. |
| Hot Heads (Горячие головы) 2 серия 2а                                                  | Санджей, Крейг, Меган и Гектор пытаются достичь тепловой нирваны, чтобы искупаться в Ландгренском озере. |
| Lundgren Loner (Один в Ландгрене) 2 серия 2b                                           | Санджей проводит весь день один дома без Крейга, Дарлин и Виджея. |
| Bike-o Psycho (Велобезумие) 3 серия 3а                                                 | Санджей и Крейг находят никому не нужный велосипед, но оказалось, что он принадлежит девчонке по имени Чайдо, и теперь они пытаются сделать всё, чтобы вернуть велик. |
| Boulder Rollers (Перекати-камень) 3 серия 3b                                           | Санджей, Гектор и Меган пытаются столкнуть огромнейший валун с высокого холма прям в Ландгренское озеро, а тем временем Крейг пытается доказать существование магнитных змей. |
| Guitar Zeroes (Фанерные гитары) 4 серия 4а                                             | |
| Heartyface (Сердцееды) 4 серия 4b                                                      | Крейг узнаёт от Санджея, что существует соц сеть "Сердцеед", где выкладывают красивые фотки и получают сердца. Он замечает, что у Козявки Джонсона много сердец и хочет также. |
| Galaxy Geeks (Звёздные чудилы) 5 серия 5а                                              | Санджей, Крейг, Меган и Гектор играют в космических героев. |
| Freaks and Cheeks (Сладкоежка) 5 серия 5b                                              | Семья Гектора временно уезжает и просят Санджея и и Крейга покормить собаку Щекст.ика |
| Dude Snake Nood (Нудманы и змеи) 6 серия 6а                                            | У Нудмана появляется человек, похожий на него. |
| Barrel Boyz (Братья по бочке) 6 серия 6b                                               | У Таффлипса забирают имущество, поэтому Виджей по просьбе Санджея делает управляемую бочку. |
| All Night Bummer Party (Одинокая вечеринка длиной в ночь) 7 серия 7а                   | Санджей и Крейг празднуют Дружбо-годовщину, но Крейг зависает в новой игре, появившейся в Жаропарке. |
| Partybot Returns (Возвращение Празднобота) 7 серия 7b                                  | Виджей переделал Празднобота в Артобота. |
| Huggle Day (День обнимашек) 8 серия                                                    | Жители Ландгрена отмечают праздник "День обнимашек", однако когда Санджей и Крейг меняют п п, всё идёт не по плану.одарки |
| Halloweenies (Хэллоуинцы) 9 серия 9а                                                   | Санджей и Крейг хотят отмечать "Хэллоуин" всегда. |
| G.U.T.S Busters (Испытатели «Духа») 9 серия 9b                                         | |
| Paper Pushers (Бумажные дельцы) 10 серия 10а                                           | Санджей и Крейг делают подработку, доставляя газеты, однако нашли одну хитрость. |
| Bros of a Feather (Братья по перьям) 10 серия 10b                                      | Санджей и Крейг находят птенца, которую её назвали "Комочком". |
| Ain’t No Fang (Змеиный коготь) 11 серия 11а                                            | Крейг случайно кусает Санджея и превратился в змею. |
| Balzalderac! (Балзалдерак!) 11 серия 11b                                               | Санджей и Крейг находят бутылку острого соуса и капают на чернику, отчего Леди Маслёнка стала синей. Нудман разозлён на них и они должны искупить свою вину. |
| Master Smashers (Мастер-ломастеры) 12 серия 12а                                        | Виджей просит Санджея и Крейга перенести его вещи за его магазин и когда Крейг говорит Санджею, что если это хлам, значит надо ломать. |
| All Couped Up (Полное купе) 12 серия 12b                                               | Санджей и Крейг хотят выиграть тачку на ярмарке. |
| Combo Attack (Комбо-атака) 13 серия 13а                                                | Меган Спарклс сдружилась с Чайдо и создали свою музыкальную группу "Выбор персонажа". |
| Stuffed Curse Pizza (Проклятая пицца) 13 серия 13b                                     | Утром Санджей захотел пиццу, но Крейг показывает ему книгу заклинаний и во время обряда в туалете, Санджей случайно всё портит и теперь всё что делает, приносит неудачу. |
| Quietude Dudes (Состояние покоя) 14 серия 14а                                          | Дарлин приходит домой усталая, просит Санджея и Крейга быть тихими и они пытаются делать всё тихо. |
| Diaper Dinks (Малышня) 14 серия 14b                                                    | Санджей, Крейг, Меган и Гектор играют в гольф, пока Дарлин не зовёт есть крылья, однако просит их сначала убраться возле дома, а они делать этого не хотят. Видят малыша Ричарда и мечтают стать младенцами, потом просят дать попить, но им даёт детскую смесь, из-за чего становятся младенцами. |
| Songjay (Запеванджей) 15 серия 15а                                                     | Санджей и Крейг хотят посмотреть комету. |
| Man of Squeal (Повелитель визга) 15 серия 15b                                          | |
| JJ and Greg (ДжейДжей и Грег) 16 серия 16а                                             | |
| Tuff Rider (Беспечный ездок) 16 серия 16b                                              | |
| The Sanjay and Craig Stunt School Special (Школа каскадёров Санджея и Крейга) 17 серия | |
| Friend Card (Карта дружбы) 18 серия 18а                                                | |
| Beach Butts (Пляжные бутты) 18 серия 18b                                               | |
| Space Train to Space (Космический поезд в космосе) 19 серия 19а                        | |
| The Snake Pit (Змеиное гнездо) 19 серия 19b                                            | |
| Booyah for Bollywood (Даёшь Болливуд!) 20 серия                                        | |